# Серби (Житомирска област)
Серби (укр. Серби), село је у сјеверозападном дијелу Житомирске области у Јемиљчинском рејону у Украјини.
Према попису становништва из 2001. године село је имало 636 људи.
Поштански број села - 11237, а телефон код - 4149. Село обухвата површину од 3.215 km².